# Sabeus
Os sabeus eram um povo semita que, em data desconhecida, entraram na Arábia meridional vindos do norte e fundaram o Reino de Sabá no território do atual Iêmen, cerca de 370 quilômetros a noroeste de Adem. A civilização dos sabeus principiou entre os séculos XII e X a.C. e seus governantes são mencionados nas crônicas Assírias de fins do século VIII e início do século VII a.C. Os sabeus deixaram uma expressiva quantidade de inscrições que cobrem cerca de 1 300 anos de sua história e só terminam com a extinção do reino, no século VI. Todavia, as informações contidas nestas inscrições não permitem traçar uma ideia precisa do que foi a sociedade sabeia e deixam margem para muitas dúvidas.
A data da fundação de Sabaʾ é um ponto de desacordo entre os estudiosos. Kenneth Kitchen data o reino entre 1200 a.C. e 275 d.C., com sua capital em Ma'rib. Por outro lado, Israel Finkelstein e Neil Asher Silberman escrevem que "o reino sabeu começou a florescer apenas a partir do século VIII a.C" e que a história de Salomão e a rainha de Sabá é "uma peça anacrônica do século VII". O Reino caiu após uma guerra civil longa, mas esporádica, entre várias dinastias iemenitas que reivindicavam a realeza; a partir disso, o extinto Reino Himiarita surgiu como vitorioso.
Os sabeus são mencionados várias vezes na Bíblia hebraica. No Alcorão, são descritos como Saba', ou como o povo de Tubba' (em árabe: قَـوْم تُـبَّـع, romanizado: Qawm Tubbaʿ).

## Religião e arte

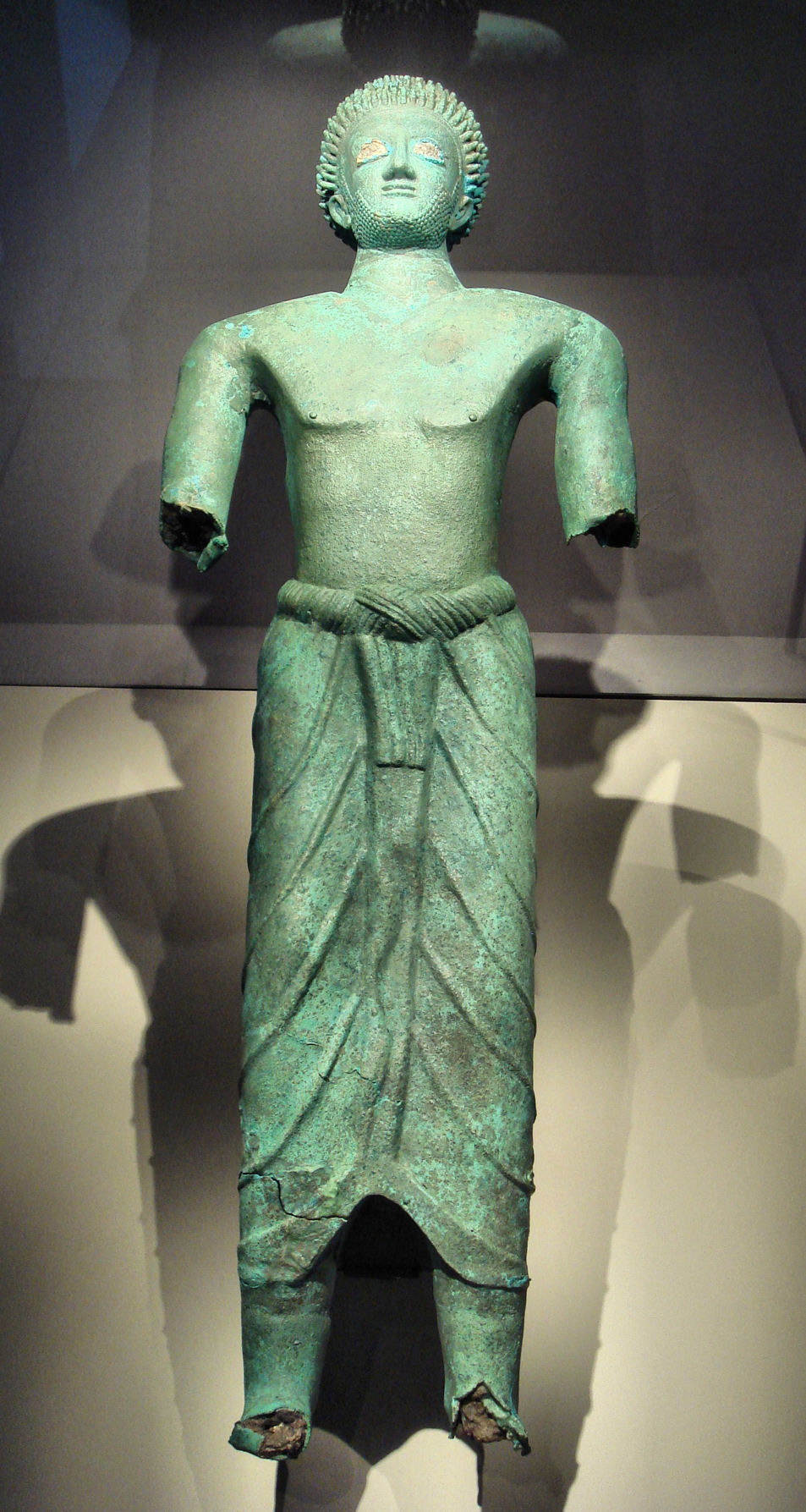
"Homem de bronze" encontrado em Al Bayda', Iêmen (antiga Nashqum, Sabá). Séculos VI-V a.C. Museu do Louvre.

## Linguagem e escrita

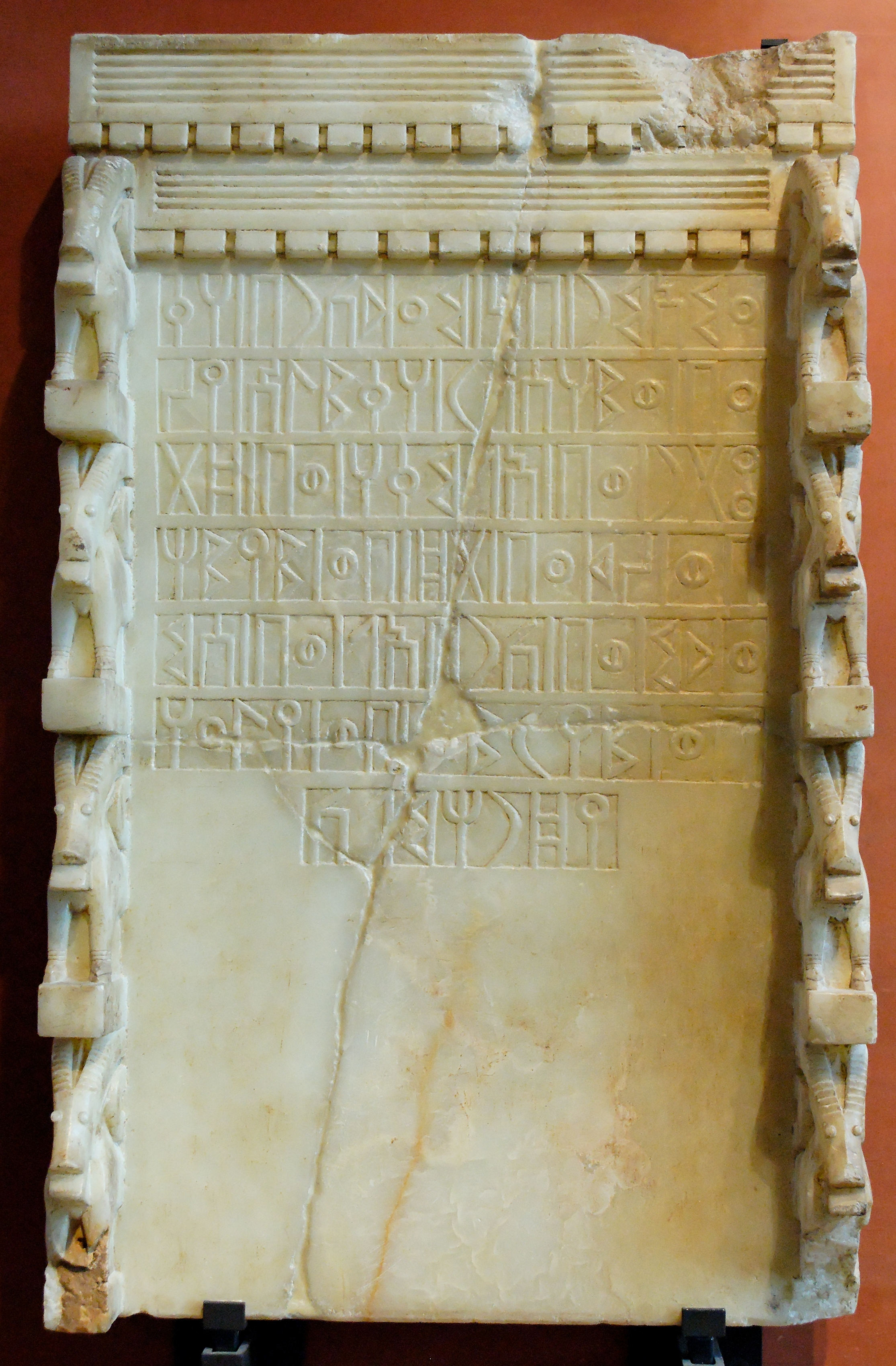
Inscrição sabeia endereçada ao deus Almacá, mencionando cinco deuses da Arábia do Sul, dois soberanos reinantes e dois governadores, século VII a.C.